# Biblioteca comunale centrale di Milano
La Biblioteca Comunale Centrale di Milano è la sede principale del sistema bibliotecario comunale del capoluogo meneghino, conosciuta come Biblioteca Sormani per il nome del palazzo in cui è allestita, situato in corso Porta Vittoria 6. La biblioteca conserva collezioni storiche e correnti di monografie e periodici, fondi archivistici, audiovisivi e vinili e offre spazi di lettura, studio e ricerca per adulti e ragazzi. 

## Storia
La Biblioteca Comunale Centrale di Milano fu fondata alla fine del XIX secolo all'interno di Palazzo Marino, nella Sala dell'Orologio, dove rimase fino al 1909, quando venne trasferita al piano superiore del Palazzo dei Giureconsulti. Dopo essere stata ospitata all'interno del Museo civico di storia naturale di Milano dal 1911, nel 1914 fu trasferita nella cortina nord-est del Castello Sforzesco, a cui si aggiunse nel 1935 parte del lato sud-ovest dove trovò sede la sezione periodici. Nel 1943 l'edificio monumentale subì grandi danni a causa dei bombardamenti, che distrussero la sezione libri, gli schedari catalografici e la sala di lettura, risparmiando la sezione periodici. La Biblioteca Centrale si trasferì poi nell'attuale sede di Palazzo Sormani inaugurata il 10 marzo 1956, anch'esso in parte danneggiato dalla guerra e ricostruito.

## Descrizione
La Biblioteca Sormani è l'istituto centrale del Sistema Bibliotecario di Milano, che comprende le biblioteche comunali di pubblica lettura, tra cui 24 Biblioteche Rionali e il Bibliobus. 
L'edificio, situato in una zona centrale della città, presenta un corpo principale composto da due piani in cui si trovano gli ambienti adibiti ai servizi al pubblico, la torre libraria ed un piano sotterraneo in cui sono presenti i depositi librari. Sono di pertinenza della Biblioteca Centrale Sormani anche depositi esterni in cui risiede parte delle sue estese e diversificate collezioni. 
All'interno della Biblioteca Centrale Sormani trovano spazio diverse tipologie di documenti e servizi. Tra il 2020 e il 2024 sono stati operati riallestimenti di diversi spazi e sezioni della biblioteca, portando all'ampliamento degli scaffali aperti, alla creazione di sezioni per bambini e ragazzi, scaffali e vetrine tematiche e al rinnovamento degli spazi dedicati alle sale di lettura e alla consultazione di monografie e periodici. La biblioteca conserva all'interno delle sue collezioni sezioni storiche e di pregio, su cui è permessa la sola consultazione in sede con specifiche cautele. All'interno della Biblioteca Centrale troviamo oltre ai servizi di prestito, anche postazioni dedicate alla la consultazione dei documenti, in particolare per il patrimonio storico, la sezione periodici e i fondi archivistici, sale di studio e consultazione, vetrine tematiche, eventi, conferenze e allestimenti di mostre. 

## Collezioni
La Biblioteca Centrale presenta una vasta collezione di opere storiche e correnti, il catalogo online a metà del 2024 ne indica una cifra intorno ai 562.595. Come biblioteca di pubblica lettura di carattere generalistico si occupa di tutti i campi del sapere, anche se mantiene una gran quantità di testi specialistici nell'ambito delle scienze umanistiche, giuridiche e artistiche. Per le caratteristiche delle sue collezioni la biblioteca ha in parte una vocazione conservativa. La sezione dei periodici è molto vasta e si possono trovare in essa quotidiani e riviste storici dei secoli XIX e XX e correnti. Alcuni di passati era in uso la pratica della rilegatura. Alcune annate di periodici cartacei sono conservate presso depositi esterni, come quello di via Quaranta 43. Tra le collezioni con carattere di unicità e pregio trovano spazio le Raccolte Stendhaliane e la Sezione Manoscritti, a cui afferiscono fondi archivistici, librari e grafici acquisiti grazie doni e volontà di privati. Nel Centro Stendhaliano trovano sede il Fondo Bucci, formato da beni appartenuti a Stendhal durante il consolato a Civitavecchia e opere e saggi di riferimento per lo studio dello scrittore. Rilevanti inoltre i fondi archivistici datati in gran parte tra la seconda metà del XIX e XX sec e le raccolte grafiche. Varietà e rilevanza storico culturale si ritrova anche nei diversi documenti audiovisivi presenti nella Biblioteca Sormani.